# 浦田理惠
浦田理惠（日语：／ Urata Rie，1977年7月1日—），日本女子盲人门球运动员。她曾代表日本参加2008年、2012年、2016年和2020年夏季残疾人奥林匹克运动会盲人门球比赛，获得一枚金牌和一枚铜牌。